# Sasuga Kiyokawa
Sasuga Kiyokawa (sinh ngày 20 tháng 7 năm 1996) là một cầu thủ bóng đá người Nhật Bản.

## Sự nghiệp câu lạc bộ
Sasuga Kiyokawa hiện đang chơi cho Ehime FC.